# Party Down
Party Down est une série télévisée américaine en vingt-six épisodes de 22 minutes créée par Rob Thomas et diffusée du 20 mars 2009 au 25 juin 2010 sur Starz aux États-Unis et au Canada sur The Movie Network Encore à la demande en 2019. En 2023, la série revient pour une troisième saison de six épisodes.
Malgré son audience confidentielle qui, avec le départ de plusieurs des vedettes, engagées sur d'autres projets, aboutit à son annulation, la série avait une très forte réputation critique, et des projets de nouvelle saison ou de film conclusif réunissant la distribution originale furent lancés après cette annulation.
En France, la série est diffusée à partir du 24 novembre 2009 sur Orange Cinénovo.

## Synopsis
Cette série suit la vie professionnelle de six serveurs dans une société de catering qui ont tous le même rêve en tête, devenir célèbre à Hollywood. Chaque épisode nous plonge dans l'organisation d'un nouvel évènement.

## Distribution
- Adam Scott (VF : Bruno Choël) : Henry Pollard
- Ken Marino (VF : Antoine Nouel) : Ron Donald
- Lizzy Caplan (VF : Agathe Schumacher) : Casey Klein (saisons 1 et 2, invitée saison 3)
- Ryan Hansen (VF : Benoît Du Pac) : Kyle Bradway
- Martin Starr (VF : Benjamin Pascal) : Roman DeBeers
- Jane Lynch (VF : Emmanuèle Bondeville) : Constance Carmell (saisons 1 et 3, invitée saison 2)
- Megan Mullally (VF : Brigitte Aubry) : Lydia Dunfree (saisons 2 et 3)
- Jennifer Coolidge : Bobbie St. Brown (saison 1, épisodes 9–10)
- Jennifer Garner (VF : Laura Blanc) : Evie Adler (saison 3)
- Tyrel Jackson Williams : Sackson (saison 3)
- Zoë Chao : Lucy (saison 3)

 Source et légende : version française (VF) sur RS Doublage

Photos des acteurs principaux
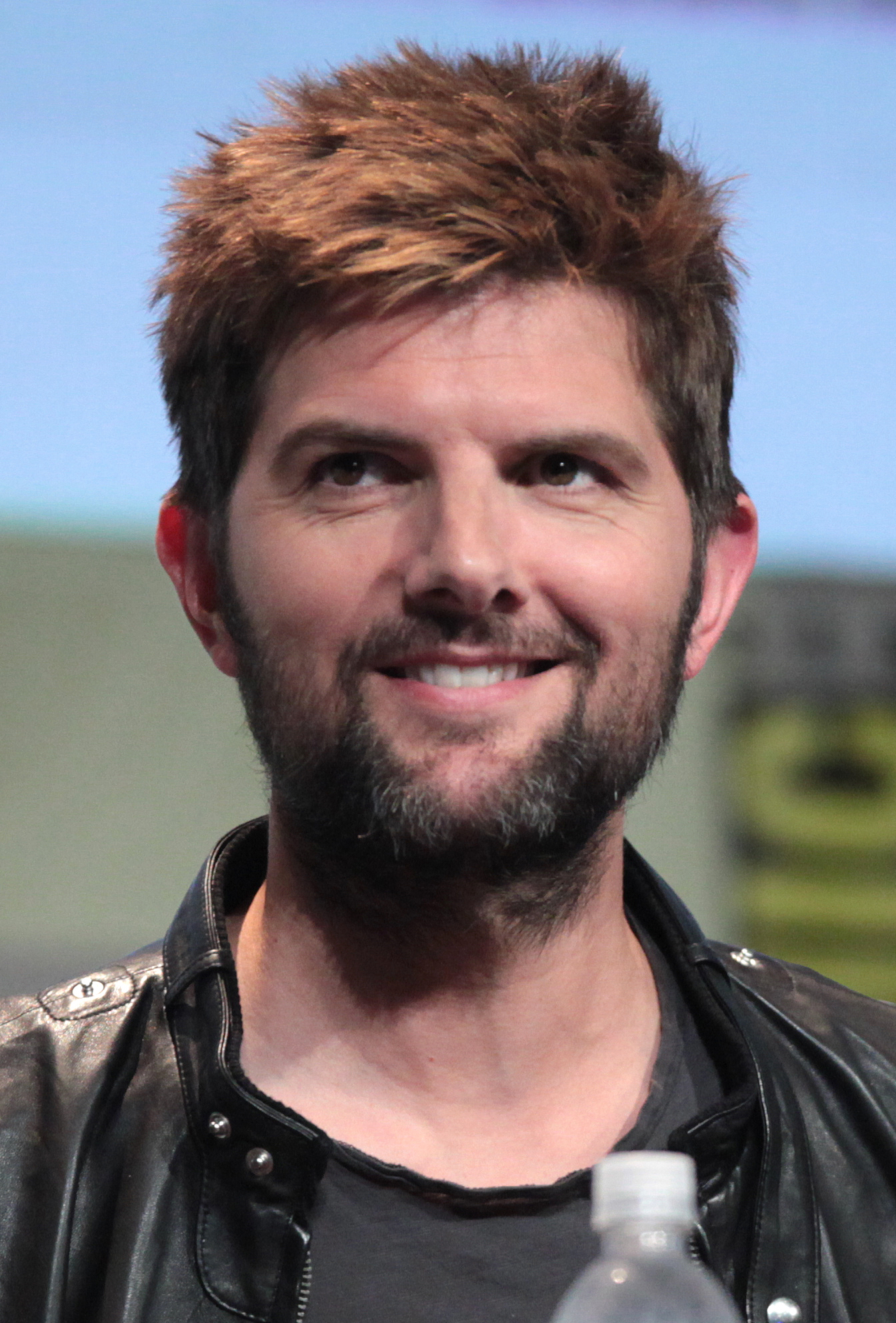
Adam Scott interprète Henry Pollard.
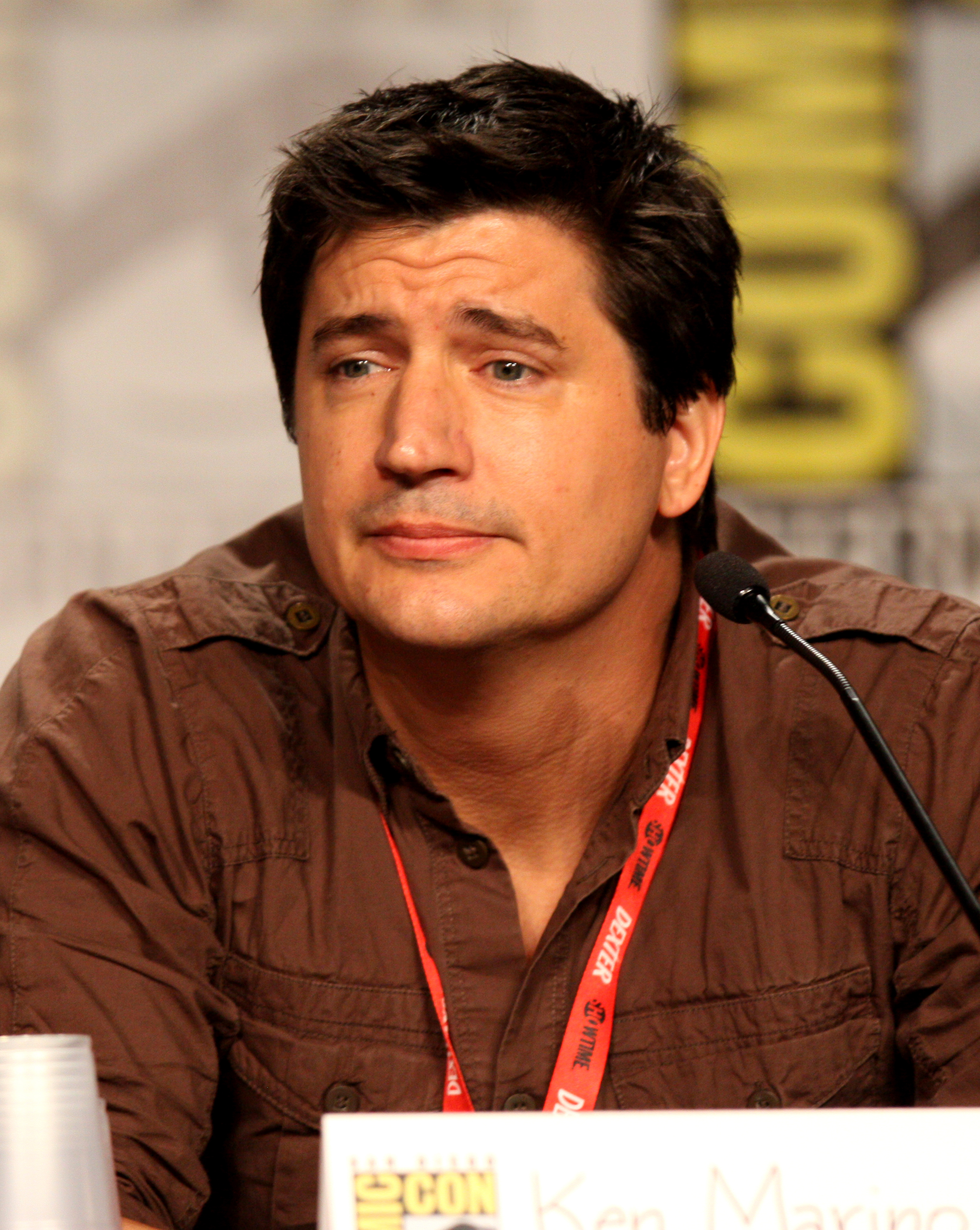
Ken Marino interprète Ron Donald.
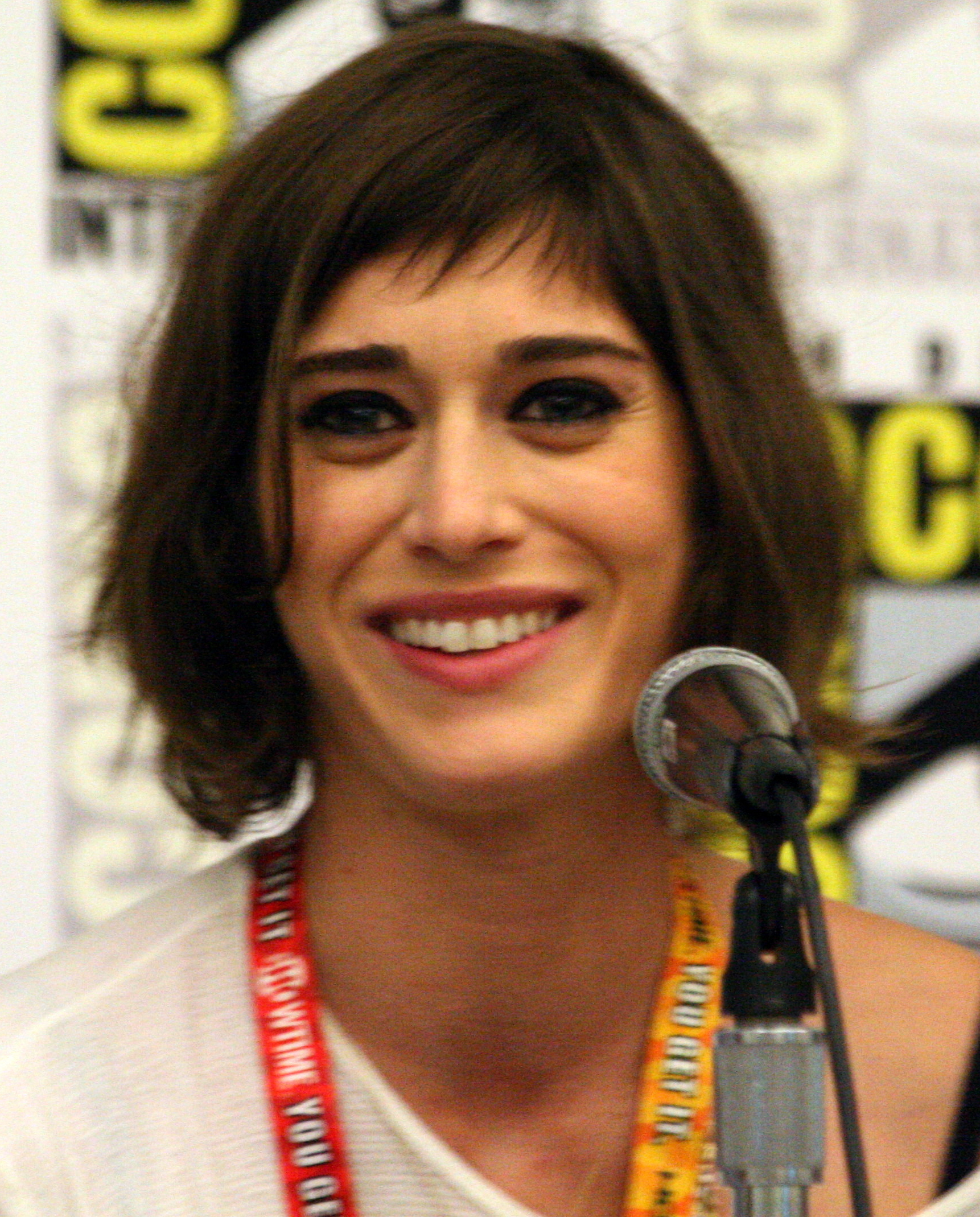
Lizzy Caplan interprète Casey Klein.
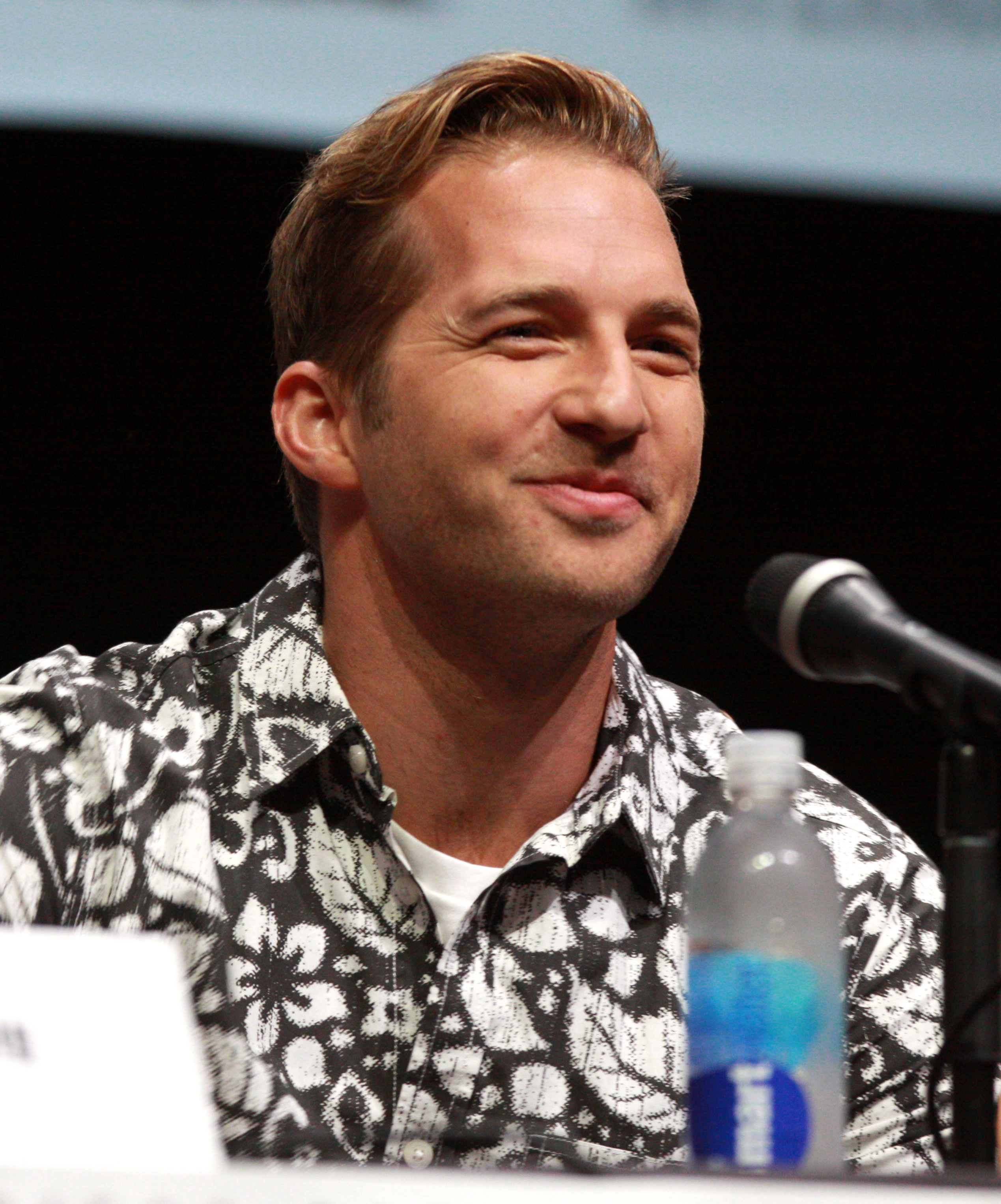
Ryan Hansen interprète Kyle Bradway.
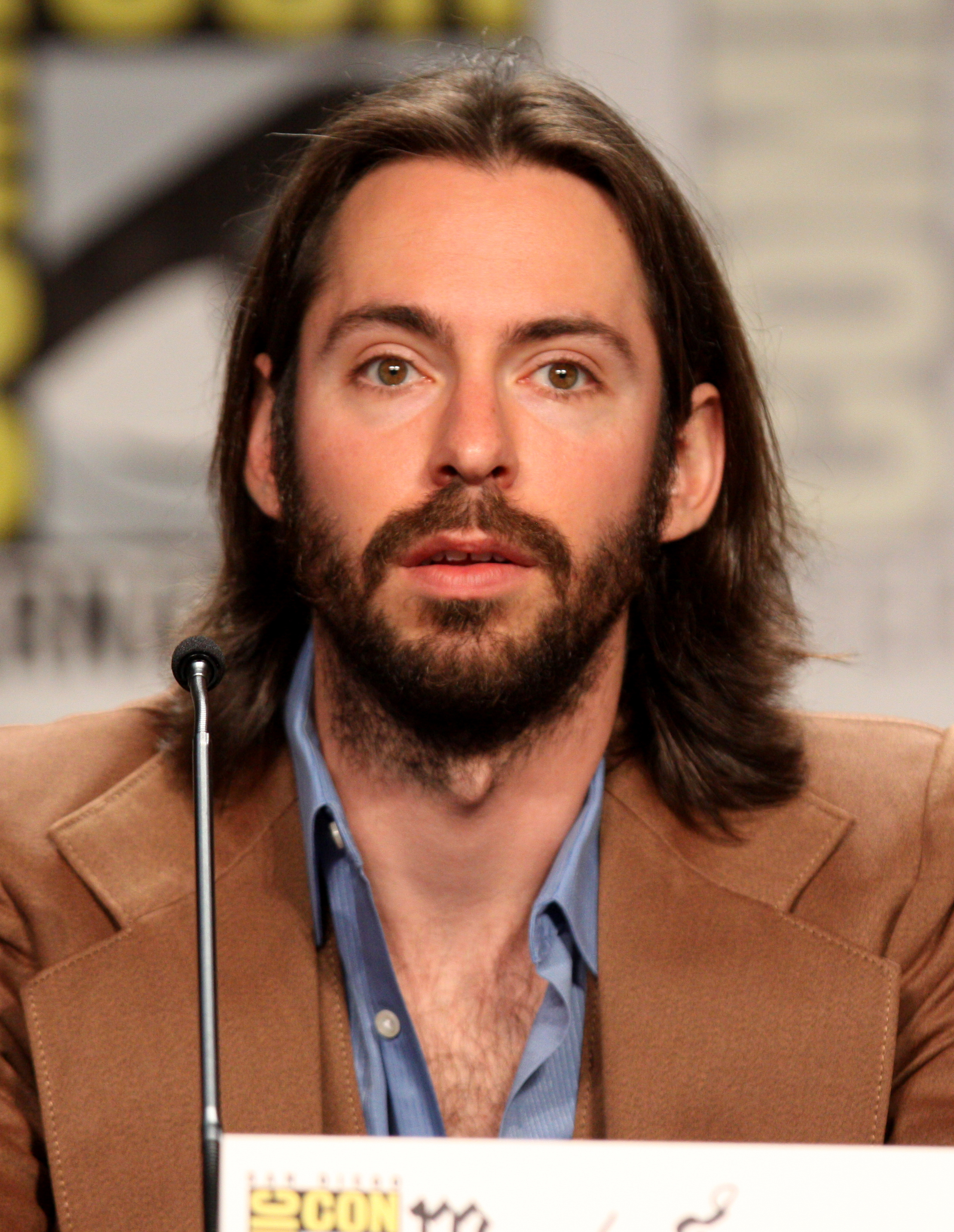
Martin Starr interprète Roman DeBeers.
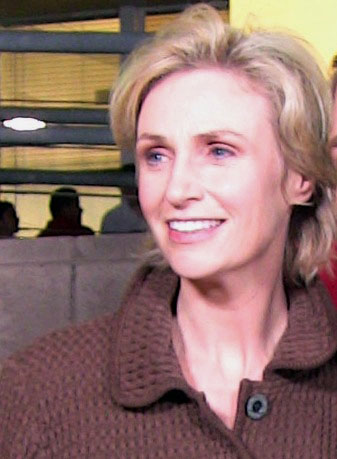
Jane Lynch interprète Constance Carmell.
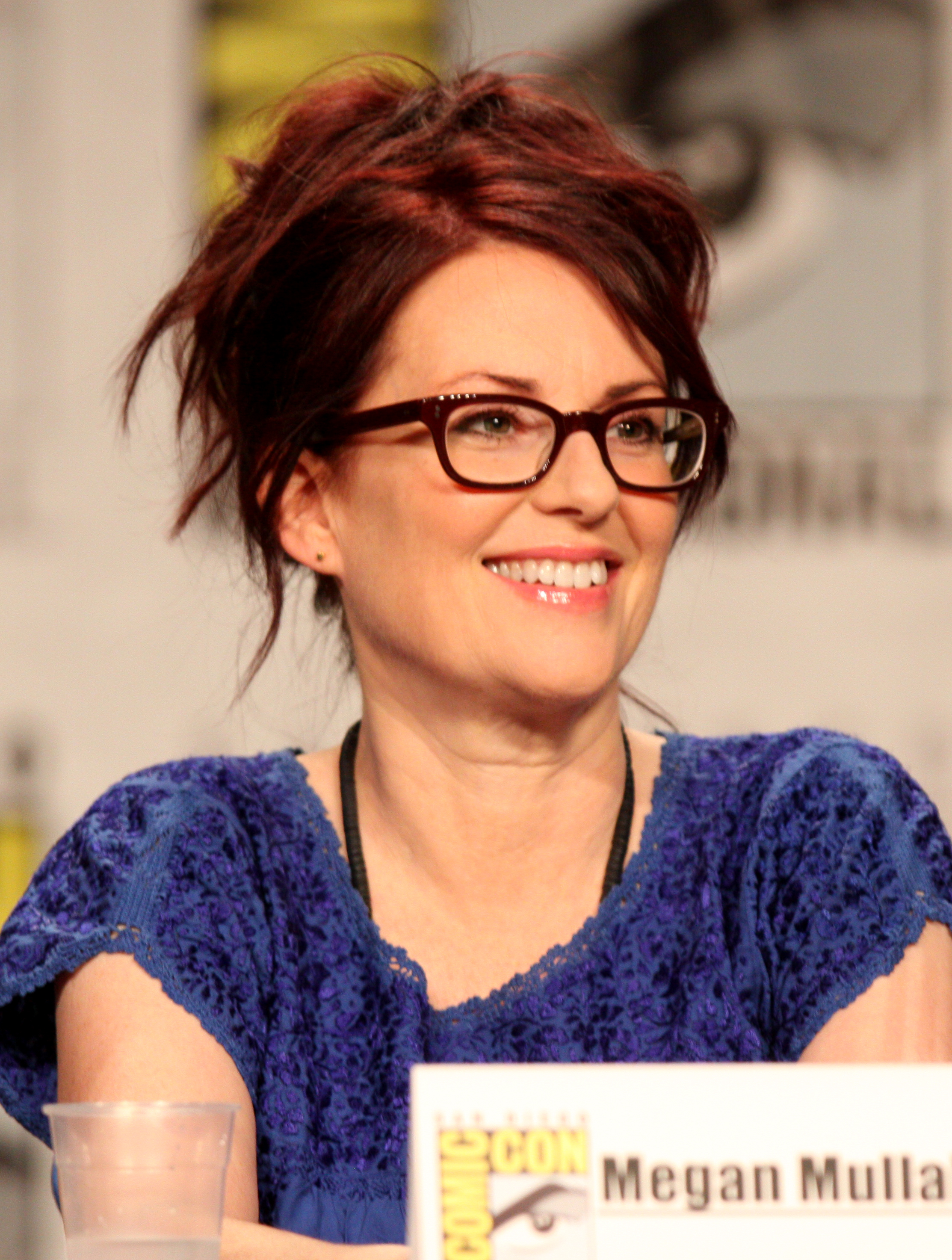
Megan Mullally interprète Lydia Dunfree.
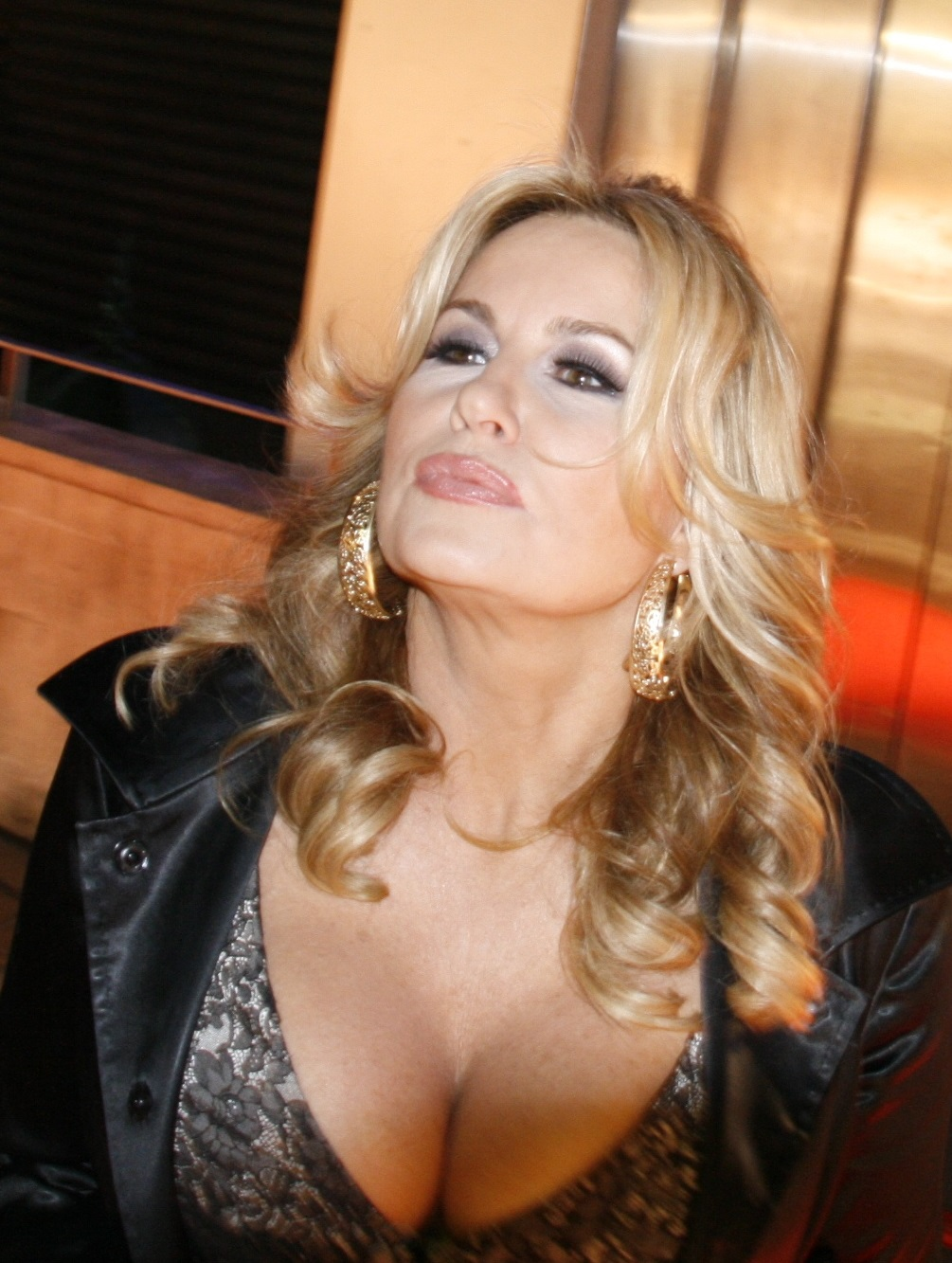
Jennifer Coolidge interprète Bobbie St. Brown.

## Épisodes

### Première saison (2009)
1. Réception annuelle des résidents de Willow (Willow Canyon Homeowner's Annual Party)
2. Caucus du syndicat des conservateurs du California College (California College Conservatives Union Caucus)
3. Les Séminaires des célibataires de Pepper McMasters (Pepper McMasters Singles Seminar)
4. Repas d'investisseurs (Investors Dinner)
5. Remise des prix des « Sex Awards » (Sin Say Shun Awards After Party)
6. Les seize printemps de Taylor Stiltskin (Taylor Stiltskin Sweet Sixteen)
7. Séminaire d'entreprise de la société Brandix (Brandix Corporate Retreat)
8. Soirée en l'honneur de Ricky Sargulesh (Celebrate Ricky Sargulesh)
9. Réunion des anciens élèves du lycée James Rolf (James Randolph High School Twentieth Reunion)
10. Stennheiser Pong: Réception de mariage (Stennheiser-Pong Wedding Reception)

### Deuxième saison (2010)
1. Soirée privée de Jackal Onassis (Jackal Onassis Backstage Party)
2. Vente aux enchères de la maternelle Precious Lights (Precious Lights Pre-School Auction)
3. Partouze chez Nick DiCintio (Nick DiCintio's Orgy Night)
4. Enterrement de James Ellison (James Ellison Funeral)
5. Anniversaire de Steve Guttenberg (Steve Guttenberg's Birthday)
6. Première de « Pas sur ta femme » (Not on Your Wife Closing Night)
7. Pique nique de la société Party Down (Party Down Company Picnic)
8. Joël Munt fête son gros contrat (Joel Munt's Big Deal Party)
9. Fête pour la sélection Cole Landry (Cole Landry's Draft Day Party)
10. Mariage de Constance Carmell (Constance Carmell Wedding)

### Troisième saison (2023)
Elle a été diffusée du 24 février au 31 mars 2023.
1. Kyle Bradway is Nitromancer
2. Jack Botty's Delayed Post-Pandemic Surprise Party
3. First Annual PI2A Symposium
4. KSGY-95 Prizewinner's Luau
5. Once Upon a Time Proms Away Prom-otional Event
6. Sepulveda Basin High School Spring Play Opening Night

## Autour de la série
- Rob Thomas est également le créateur de Veronica Mars.
- On peut remarquer que beaucoup d'acteurs ayant été au casting de la série Veronica Mars sont présents dans la série (Ryan Hansen, Adam Scott, Ken Marino) et apparaissent en invités dans de nombreux épisodes de la première saison, comme Enrico Colantoni, Jason Dohring, Kristen Bell, Alona Tal, Daran Norris et Ed Begley Jr..